# Muchow (Mecklenburg)
Muchow (Mecklenburg) este o comună din landul Mecklenburg-Pomerania Inferioară, Germania.